# Centromerus tridentinus
Centromerus tridentinus là một loài nhện trong họ Linyphiidae.
Loài này thuộc chi Centromerus. Centromerus tridentinus được Lodovico di Caporiacco miêu tả năm 1952.